# 랑역 (하노이)
랑역 또는 랑역(베트남어: Ga Láng / Ga 廊)은 베트남 하노이시 동다군에 위치한 하노이 지하철 2A호선의 철도역이다.

## 노선
- 하노이 지하철
  - 2A호선